# Sinagoga Cahal Grande
Cahal Grande (în ebraică קהל גראנדה) a fost sinagoga comunității evreiești sefarde din București. Lăcașul a fost distrus în timpul Rebeliunii Legionare și demolat definitiv în 1955. În prezent pe locul respectiv trece Bulevardul Unirii.

## Istoric
Terenul pe care a fost construită sinagoga, situat în mahalaua Popescului, a fost cumpărat în anul 1818 cu aprobarea domnitorului Ioan Caragea, obținută de epitropii Gavrilă Cohen și Marcu Alsech. În timpul inaugurării în 1819 rabin al obștii sefarde a fost Eliezer Papo.  O descriere a acestei sinagogi a rămas în scrierile lui Iuliu Barasch.
Edificiul a fost reclădit în anul 1890 după planurile arhitectului Grigore Cerchez.